# Dan Peters
Dan Peters (ur. 18 sierpnia 1967) – amerykański perkusista, aktualnie grający w zespole Mudhoney.
W 1983 roku przyłączył się do grupy Bundle of Hiss, mając zaledwie 15 lat. Później grał w zespole Nirvana, pojawił się tylko w singlu Sliver. Wkrótce w Nirvanie został zastąpiony przez Dave'a Grohl'a. Od 1990 roku do 1991 grał w grupie Screaming Trees. Następnie zaczął grać w Mudhoney.